# ASJ (企業)
株式会社ASJ（エイエスジェイ、英: ASJ INC.）は埼玉県川口市に本社を置く、ホスティングサービスや決済代行サービスなどのインターネットサービスや、オンラインゲームやSNSなどのデジタルコンテンツの企画・開発・運営を行う企業である。

## 沿革
1984年（昭和59年）に設立する。設立当初から1994年（平成6年）までパッケージソフトウェアを、1996年（平成8年）からホスティングサービスを、それぞれ提供する。2003年（平成15年）に東京証券取引所マザーズ市場に上場し、子会社で2010年吸収合併したスポーツレイティングスがオンラインゲームのドリームベースボールの提供を始める。2009年（平成21年）12月1日に株式会社ASJへ商号を変更する。
- 1984年 - 株式会社アドミラルシステムを設立する。
- 1996年 - ホスティングサービス事業を開始する。
- 1998年 - 丸山商事と合併する。
- 2000年 - 社名をASJ （エイ・エス・ジェイ）に変更する。
- 2001年 - インターネット・グループウェア事業を開始する。
- 2003年 - 東京証券取引所マザーズに上場する。
- 2004年 - 株式交換により、株式会社イー･フュージョンを子会社化する。
- 2005年 - アフィリエイトプログラムサービスの提供を開始する。
- 2005年 - Ｅコマース支援ツールの提供を開始する。
- 2005年 - 予約管理システムの提供を開始する。
- 2006年 - オンラインゲーム事業を開始して「ドリームベースボール」の提供を開始する。
- 2007年 - 株式譲受により株式会社ネオス（ASJコマース）を子会社化[2]する。
- 2007年 - ネットショップ支援ツールの提供を開始する。
- 2008年 - 決済代行サービスの提供を開始する。
- 2009年 - ライトノベル投稿サイト「のべぷろ！」の提供を開始する。
- 2009年 - 本社を移転する。
- 2010年 - iPhoneアプリケーション「eWiFi」が世界で150万ダウンロードとなる。
- 2010年 - iPhoneアプリケーション「Voice Recorder HD」がApp Store Rewind 2010に選出される。
- 2012年 - 商工会議所向け検定試験受付システムの提供を開始する。
- 2012年 - 育成型戦略シミュレーションゲーム「時空覇王伝」の提供を開始する。
- 2014年 - ブラウザシミュレーションゲーム「アーマードガールズ」の提供を開始する。
- 2014年 - ゲームポータルサイト「ASJGames」の運営を開始する。
- 2015年 - ブラウザ野球ゲーム「DBB 戦国プロ野球」の提供を開始する。

## 事業内容
- ホスティングサービス
- 決済代行サービス
- グループウェア (SaaS)
- アフィリエイトサービス
- ドメイン取得サービス
- オンラインゲーム、SNS

## グループ会社
ASJコマース（旧ネオス）は、アット通販、わふわふレンタルサーバー、へるすぴあを運営する企業。2009年4月には「わふわふ」のブランド名で、イラストレーターのしろ、オダワラハコネ、風上旬とコラボレーション商品を展開した。

### ホスティングサービス・決済代行サービス
- レンタルサーバーのASJホスティングサービス
- クレジットカード決済代行のASJペイメント
- グループウェアHotBiz（クラウドグループウェア）
- アフィリエイトプログラムサービスLeaffi（リーフィ）
- ドメイン取得サービスのｅドメインで.com！

### オンラインゲーム・SNS
- プロ野球オンラインゲーム　ASJDBB ドリームベースボール
- 時空覇王伝 公式サイト-育成型戦略シミュレーションブラウザゲーム
- オンライン小説・ライトノベル投稿SNSサイト「のべぷろ!」
- ASJ Games

### グループ会社
- 株式会社イー・フュージョン
- 株式会社ASJコマース
- ASUSA Corporation